# 黑紋鱯
黑紋鱯，為輻鰭魚綱鯰形目鱨科的其中一種，為熱帶淡水魚類，分布於亞洲湄公河及湄南河流域，體長可達15公分，棲息在溪流、水庫底層水域，以甲殼類、藻類等為食，生活習性不明，可做為食用魚。

## 扩展阅读
維基物種上的相關：黑紋鱯